# Grupo Vindima
O Grupo Vindima, mais conhecido como Grupo Malbec ou Causa Federal, é uma tendência interna da União Cívica Radical liderado pelo atual governador da província de Mendoza Alfredo Cornejo. Constitui a ala de direita e mais próxima do PRO da UCR.

## História
O grupo nasceu no festival da Vindima no qual participaram vários líderes dissidentes da direção nacional do partido, como Alfredo Cornejo (Governador de Mendoza), Gustavo Valdés (Governador de Corrientes), Rodolfo Suárez, Carolina Losada , entre muitos outros, em março de 2023. A denominação do grupo evidencia uma ligação com a cultura e tradições da região de Mendoza, conhecida pela produção do vinho Malbec.
Nas eleições presidenciais de 2023, o chamado Grupo Malbec decidiu dar o seu apoio a Patricia Bullrich internamente, inclusive o candidato a vice-presidente da chapa tinha sido Luis Petri, membro ativo do grupo, em contraste com a ala da UCR que então liderava o partido (entre os líderes estão Gerardo Morales, que na época ocupava o cargo de Governador da Província de Jujuy, Martín Lousteau, etc.), que decidiu apoiar o candidatura do (ex) chefe de Governo, Horacio Rodríguez Larreta.
Por fim, Patricia Bullrich acabou derrotada no primeiro turno das eleições presidenciais, terminando em terceiro lugar, atrás de Javier Milei, candidato pelo A Liberdade Avança, e Sergio Massa, candidato pela União Pela Pátria.
No segundo turno, o grupo optou esmagadoramente por apoiar o candidato do A Liberdade Avança. 

### Governo de Javier Milei
Já no governo Milei a ala mantêm apoio tácito ao governo nacional, tanto que apoiaram a Lei de Bases no Congresso (manifestando-se contra a liderança nacional do partido, que orientou voto contrário). Até o candidato a vice-presidente da chapa JxC, Luis Petri, atua como ministro da Defesa do atual governo
. Relativamente ao Decreto de Necessidade e Urgência 70/2023, o grupo lançou uma acusação contra a liderança do partido, lançando uma carta exigindo uma “UCR Moderna”, e argumentando que “votar contra o DNU não é bloquear um governo, é bloquear o crescimento do país. Todos os presidentes de todos os partidos políticos usaram a ferramenta DNU. O povo votou pela mudança, deixem Milei governar com as ferramentas necessárias." 